# Trifó de Constantinoble
Trifó (grec medieval Τρύφων) va se patriarca de Constantinoble de l'any 928 al 931. Va succeir al patriarca Esteve d'Amasia a la seva mort.
Va ser elegit per l'emperador Romà I Lecapè que volia que el seu fill petit, encara menor, pugés al tron del patriarca. Romà va posar com a condició que la titularitat la tindria només temporalment, fins que Teofilacte, el seu fill, que tenia setze anys, arribés a la majoria d'edat. Quan Teofilacte va complir vint anys (931) l'emperador li va demanar la renúncia segons l'acord. Trifó no va voler entregar el patriarcat a un noi sense experiència i es va negar a dimitir. Un engany ordit per Teòfanes, bisbe de Cesarea, el va fer renunciar finalment, i es va retirar a un monestir d'Opsícion fins a la seva mort l'any 933. Declarat sant per l'Església Ortodoxa, la seva festivitat se celebra el 19 d'abril.